# 미남고교 지구방위부 HAPPY KISS!
미남고교 지구방위부 HAPPY KISS!(美男高校地球防衛部HAPPY KISS!)는 2018년 4월에 방영 중인 애니메이션으로 우마타니 쿠라리가 만들고 스튜디오 코메트가 제작했다. 감독은 미남고교 지구방위부 LOVE!을 포함한 미남고교 지구방위부 시리즈의 전작부터 맡은 타카마츠 신지가 맡았다. 이 이야기는 새로운 방위부 5인 각각 독특한 선천적인 힘으로 전지구의 적과 싸우러 나가는 이야기다.